# Ester Fabregat Molné
Ester Fabregat (Tarragona, 1977) és una artista visual tarragonina. Llicenciada (2000) i doctora (2016) en Belles Arts per la Universitat de Barcelona, va fer el projecte fi de carrera a l'École Supérieure d'Art de Grenoble. En l'actualitat és professora al Departament de Pedagogia de la Universitat Rovira i Virgili.
En l’àmbit de la creació artística ha practicat l’escultura pública, el land art i la performance, tenint com a centre de la seva pràctica el reciclatge i una mirada crítica sobre el món dels plàstics transformant-los en obra artística.
A França va continuar amb les seves perfomances al carrer, que l'any 1998 havia iniciat a la platja de Sant Sebastià de la Barceloneta. A Grenoble va fer Sac de Voyage en col·laboració amb l'artista portuguesa Susana Chiocca, una obra que també podem considerar una de les seves primeres escultures. A Atenes el 2007 va crear el muntatge “Air swimmers”, un homenatge a un amic que havia mort al mar. A la Universitat de Belles Arts d'Atenes (ASKT) de Grècia va investigar els polímers aplicats a l'escultura, impacte mediambiental, reciclatge i desenvolupament sostenible.
El 2016 l'artista va ser seleccionada per participar en el Projecte Internacional d'Art Marí Ambiental de Keelung 2016, “Imaginar el futur dels nostres oceans”, del Museu Nacional de Ciència i tecnologia Marina de Taiwan. Va presentar una instal·lació amb plàstics reciclats i pals de bambú de tres metres d'alçada.
Ha estudiat els polímers aplicats a l’escultura amb un estudi de camp exhaustiu finançat per la MAE-AECI (2004). La seva obra ha estat exposada a Brasil, Tessalònica, Copenhaguen, Brussel·les, París, Grenoble, Porto, Torí, Barcelona, Tarragona, entre d'altres. Ha realitzat escultures públiques pel National Museum of Marine Science and Technology (NMMST) de Taiwan; per a la Schiller-Bibliothek, Stadtbibliothek Berlin-Mitte de l’ajuntament de Berlín; i a l’Akròpolis d’Atenes amb el suport de l’Embajada de España i l’Instituto Cervantes. Ha estat guardonada amb el premi de la Biennal d’Art del Museu d’Art Modern de Tarragona (2010), i el Best Artist Award, Artville International Art Fair de Copenhagen (2008).

## Obra
La idea de la metamorfosi en les seves escultures té molt de pes en la seva trajectòria, ja que ha estat present des del principi. A través de material reciclat, les seves obres volen ser una metàfora del present.
Exposicions destacades
- L'any 2010: va presentar Aniksi “primavera”, una intervenció escultòrica temporal de 21 x 18m a la façana de l'ajuntament de Valls.[1]
- L'any 2010: Dansa dels Continents, intervenció escultòrica de 25 x 5m a la façana de la Biblioteca Municipal Schiller de Wedding a Berlín.[1]

## Reconeixements
L'any 2010 va guanyar el premi Julio Antonio a la Biennal d'Art 2010 del Museu d'Art Modern de Tarragona, amb la seva obra Piel de Tetas